# アルモーラー
アルモーラー（ヒンディー語：अल्मोड़ा、Almora）は、インドのウッタラーカンド州、アルモーラー県の都市。

## 歴史
1568年、アルモーラーが建設された。

## 人口
2001年の人口統計では、30,613人。

## 地理
アルモーラーは北緯29度37分 東経79度40分 / 北緯29.62度 東経79.67度に位置している。